# Silverton (Ohio)
Silverton és una ciutat dels Estats Units a l'estat d'Ohio. Segons el cens del 2000 tenia 5.178 habitants.

## Demografia
Segons el cens del 2000, Silverton tenia 5.178 habitants, 2.534 habitatges, i 1.256 famílies. La densitat de població era de 1.801,1 habitants/km².
Dels 2.534 habitatges en un 19,5% hi vivien nens de menys de 18 anys, en un 32,2% hi vivien parelles casades, en un 14,4% dones solteres, i en un 50,4% no eren unitats familiars. En el 45,4% dels habitatges hi vivien persones soles el 12,5% de les quals corresponia a persones de 65 anys o més que vivien soles. El nombre mitjà de persones vivint en cada habitatge era de 2 i el nombre mitjà de persones que vivien en cada família era de 2,84.
Per edats la població es repartia de la següent manera: un 18,8% tenia menys de 18 anys, un 8,6% entre 18 i 24, un 31,3% entre 25 i 44, un 22,4% de 45 a 60 i un 18,8% 65 anys o més.
L'edat mediana era de 39 anys. Per cada 100 dones de 18 o més anys hi havia 74,9 homes.
La renda mediana per habitatge era de 35.117 $ i la renda mediana per família de 43.633 $. Els homes tenien una renda mediana de 27.682 $ mentre que les dones 27.500 $. La renda per capita de la població era de 18.971 $. Aproximadament el 5,8% de les famílies i el 9,5% de la població estaven per davall del llindar de pobresa.

## Poblacions properes
El següent diagrama mostra les poblacions més properes.